# Cystinurie
Die Cystinurie ist eine genetisch bedingte angeborene Stoffwechselerkrankung, bei der es zur Bildung von Cystinsteinen kommen kann. Sie wird autosomal-rezessiv vererbt. Sie gehört neben dem Hartnup-Syndrom und der Glycinurie zu den Aminosäuretransportstörungen. Bei den Betroffenen kommt es durch den Transporterdefekt zur Anhäufung von Cystin im Urin. Die Cystinsteine entstehen durch Ausfällen (Präzipitation) von Cystinkristallen.
Die Ursache der Krankheit sind Mutationen in den Genen SLC3A1 (Genlocus: 2p21) und/oder SLC7A9 (Genlocus: 19q13.11). Beide Gene werden in Zellen des proximalen Nierenkanälchen und des Darmtraktes exprimiert und codieren für Untereinheiten des Transporters der dibasischen Aminosäuren Ornithin, Lysin und Arginin sowie Cystin.

## Epidemiologie
Die mittlere Prävalenz der Cystinurie wird global auf 1:7.000 geschätzt. Ethnisch und geographisch gibt es aber große Unterschiede – die Zahl reicht beispielsweise von 1:2.500 in der Population libyscher Juden bis zu 1:100.000 in Schweden.

## Klinik
Cystin weist als einzige der betroffenen Aminosäuren eine schlechte Löslichkeit beim physiologischen pH-Wert des Urins auf. Ab einer Konzentration von ≥ 300 mg/l kommt es zu einer Ausfällung mit Bildung hexagonaler Kristalle im Urin bzw. von Cystinsteinen in den ableitenden Harnwegen (etwa 0,5 % aller Harnsteine sind Cystinsteine). Symptome einer Nephrolithiasis bzw. Urolithiasis sind kolikartige Schmerzen im Bereich des Nierenlagers bei Steinabgang, die in die Leistengegend ausstrahlen können. Eine Hämaturie kann begleitend auftreten, komplizierend kann ein Harnwegsinfekt entstehen.
Unbehandelt kann die Nierenleistung von Cystinuretikern stark abnehmen und es kann zu einem chronischen Nierenversagen kommen.
Insgesamt liegt das Lebenszeitrisiko für die Steinbildung im Fall der Cystinurie bei mehr als 50 %. In mehr als 75 % der Fälle ist die Urolithiasis beidseitig. Cystinurie entwickelt sich in allen Altersstufen, aber Nierenkoliken durch Cystinsteine treten im Regelfall in den ersten beiden Lebensjahrzehnten auf. Bei Männern nimmt die Krankheit einen eher aggressiveren Verlauf. Nierensteine im Alter von unter drei Jahren sind bei Jungen häufiger.

## Diagnostik
Kennzeichnend für die Cystinurie ist das charakteristische Aminosäuremuster im Urin. Mit dem Zyanid-Nitroprussid-Test kann eine qualitative Bestimmung der Aminosäure Cystin erfolgen. Ein positiver Test zeigt eine Konzentration im Urin von über 75 mg/l an und spricht für die Diagnose. Ein negativer Test schließt das Vorliegen einer Cystinurie mit hoher Wahrscheinlichkeit aus. Eine molekulargenetische Untersuchung kann die Diagnose bestätigen. Wichtige Differenzialdiagnosen mit vermehrter Cystin-Ausscheidung sind das 2p21-Deletions-Syndrom, das Hypotonie-Cystinurie-Syndrom (HCS) und atypisches HCS.
Vielfach wird die Diagnose aber erst im Nachgang der Erstmanifestation eines Steinleidens gestellt, da die Erkrankung vorher asymptomatisch verläuft. Zur Diagnostik der Urolithiasis gehören, neben der typischen Anamnese und Klinik, der Urinstatus, die Sonographie und das Urogramm.

## Akuttherapie
Abhängig von der Größe des Steins kommt das gesamte urologisch-interventionelle bzw. -operative Spektrum zum Einsatz, insbesondere Perkutane Nephrolitholapaxie (PNL) und Ureterorenoskopische Steinentfernung.

## Präventionstherapie
Die eigentliche Therapie richtet sich schwerpunktmäßig auf die Prävention eines chronisch-rezidivierenden Steinleidens, um Komplikationen wie z. B. chronische Harnwegsinfekte, Niereninsuffizienz etc. zu vermeiden.
Die Basis bildet eine konstant hohe Flüssigkeitszufuhr, möglichst über 24 Stunden, mit einem zu erzielenden Urinvolumen von ≥ 3,5 l/Tag bei Erwachsenen. Bei Kindern gilt eine Trinkmenge von mindestens 1,5 l/m2 Körperoberfläche als Richtwert.
Um die Löslichkeit von Cystin zu optimieren, erfolgt zumeist eine Alkalisierungstherapie. Angestrebt wird ein Urin-pH von deutlich über 7,5 durch die Einnahme von Natriumbicarbonat oder Alkalizitraten.
Komplexbildner wie Tiopronin und D-Penicillamin werden eingesetzt, um die Cystinkonzentration im Urin zu senken. Tiopronin ist hierbei der einzige Komplexbildner, der von der Deutschen Gesellschaft für Urologie und der European Association of Urology in ihren Leitlinien empfohlen wird. Der Wirkstoff spaltet durch Reduktion die Disulfidbrücke im Cystinmolekül und überführt es somit in Cystein und einen gut löslichen Cystein-Tiopronin-Komplex. Tiopronin wird für Kinder ab ein bis zwei Jahren eingesetzt. Studien mit Cystinurie-Patienten zeigten, dass die Steinrate mit Tiopronin um 60 % und die Anzahl der notwendigen Steinoperationen um 72 % gesenkt wurde.
Ergänzend zu den obigen Maßnahmen kann eine cystin- und methionin- sowie kochsalzarme Diät sinnvoll sein.

## Cystinurie bei Tieren
Auch bei Hunden ist die Erkrankung bekannt. Vorrangig treten Harnsteine auf, die klinische Symptome verursachen, oft schon bei Welpen im Alter von vier bis sechs Monaten. In Niere und Blase können sich kleine bis große Steine und Gries bilden, was zum Verschluss der Organe führt. Ohne medizinische Behandlung (Operation) kommt es zum Nierenversagen, zu einer Blasenruptur und eventuell zum Tod des Tieres. Hündinnen sind weniger betroffen als Rüden, was durch die engere und längere Harnröhre bei den Rüden zu erklären ist.
Der genetische Defekt, der zu dieser Cystinurie bei einigen Hunderassen führt, ist mittlerweile bekannt und mit Hilfe eines DNA-Tests kann der Erbfehler unmittelbar nachgewiesen werden. Durch diesen Test können nicht nur bereits erkrankte Tiere, sondern auch klinisch unauffällige Anlageträger identifiziert werden, die diese Erkrankung in der Population weiter verbreiten würden und mit üblichen Laboruntersuchungen nicht aufgedeckt werden können.
Bisher bekannte Rassen, bei denen eine Cystinurie vermehrt auftritt, sind Mastiff, Neufundländer, Irish Terrier und Kromfohrländer. Am Institut für Genetik der Universität Bern wird ein Forschungsprojekt zur Cystinurie beim Irish Terrier und beim Kromfohrländer durchgeführt, um einen rassespezifischen Gentest zu entwickeln und um den Erbgang zu erforschen.